# Finska socker
Finska socker Ab (Suomen Sokeri Oy) är ett finländskt företag, vilket sedan 2008 ingår i den tyska Nordzucker-koncernen. Nordzucker äger 80 % och finländska Apetit Oyj 20% i Finska sockers moderbolag Sucros Oy.
Finska socker bildades 1919 genom en sammanslagning av sex sockerbruk i Tölö och Sandviken i Helsingfors, Åbo, Vasa, Jakobstad och Kotka.
Företaget har sina rötter i Finlands första sockerbruk i Åbo från 1758 och genom Tölö sockerbruk i ett sockerraffinaderi, som Bernhard Manecke (1755–1808) startade 1806 i fastigheten som inrymmer nuvarande Kiseleffska huset vid hörnet av dagens Unions- och Alexandersgatorna i Helsingfors.
Sockerbruket vid Tölöviken i Helsingfors var i drift fram till 1965, då produktionen flyttades till Kantvik i Kyrkslätt. 
Finska sockers moderbolag Sucros Oy bedriver bearbetning av sockerbetor i Säkylä betsockerfabrik i Säkylä, medan Finska socker sedan 1965 drivit ett sockerraffinaderi i Kantvik. 
Danska Danisco A/S köpte 1999 finländska Cultor Oy, som hade aktiemajoriteten i Finska sockers moderbolag Sucros Oy. År 2008 sålde Danisco sin aktiemajoritet i Sucros till tyska Nordzucker AG.